# Glaciers de la Vanoise

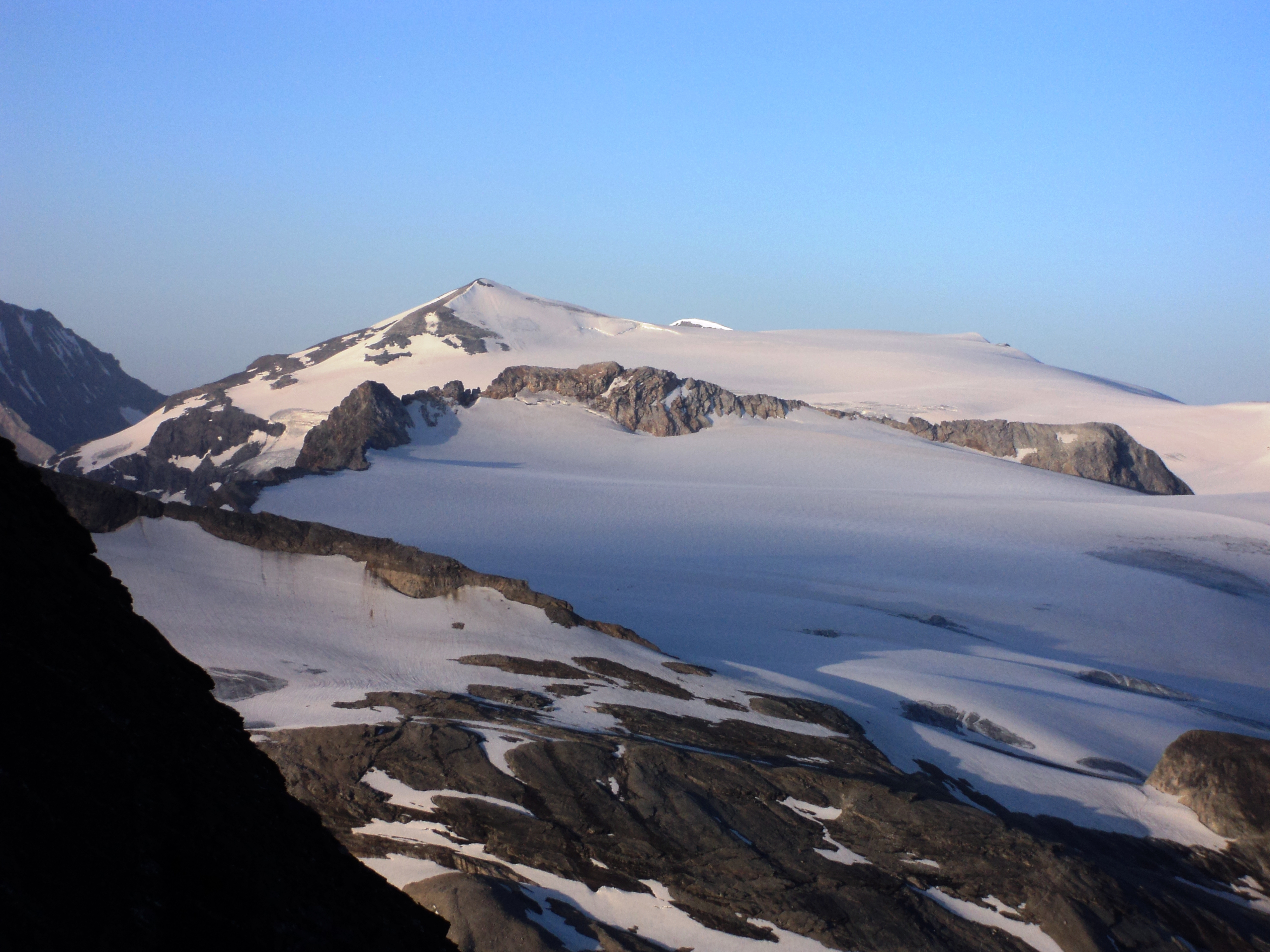
Zicht op de gletsjers van de Vanoise: centraal op de foto Glacier de la Roche Ferran. Dôme de Chasseforêt op de achtergrond op de horizon.

De Glaciers de la Vanoise zijn een verzameling gletsjers in de Vanoise (Frankrijk) ten zuiden van de Col de la Vanoise en ten zuidoosten van Pralognan-la-Vanoise. Tussen de Pointe de la Rechasse in het noorden en de Dôme de l'Arpont in het zuiden vormen zij een zachthellend gletsjerplateau met een oppervlakte van meer dan tien vierkante kilometer. Aan de randen van het gletsjerplateau bevinden zich enkele rotsige toppen, waaronder de Mont Pelve (3260 m) en de Pointe du Dard (3204 m). Het gletsjerplateau zelf kent lokale afgeronden toppen ("dômes") zoals de Dôme des Nants. Het hoogste punt wordt gevormd door de Dôme de l'Arpont (3601 m).
De gletsjers kennen verschillende namen, al vormen ze (tot vandaag) één aaneengesloten geheel. Van noord naar zuid:
- Glacier de la Roche Ferran
- Glacier du Pelve
- Glacier des Sonailles
- Glacier du Dôme de Chasseforêt
- Glacier de l'Arpont
- Glacier de la Mahure

Ten zuiden van de Glacier du Dôme de Chasseforêt en de Dôme de l'Arpont versmalt het gletsjerplateau tot een richel (Dômes du Génépy), die vijf kilometer verder abrupt eindigt bij de Dent Parrachée.
Het wandelpad Le Tour des Glaciers de la Vanoise gaat in zeven dagen rond het gehele bergmassief.